# Processi per crimini di guerra di Yokohama
I processi per crimini di guerra di Yokohama fu una serie di processi contro 996 criminali di guerra giapponesi, tenuti a Yokohama davanti alla commissione militare dell'8ª armata americana, subito dopo la seconda guerra mondiale.

## Descrizione
Gli imputati furono inseriti nelle classi B e C, come definite dalla carta del Tribunale militare internazionale per l'Estremo Oriente: dei processati, 854 imputati furono giudicati colpevoli, 124 dei quali condannati a morte, di cui 51 eseguite. Tutti i condannati scontarono la pena o furono giustiziati nella prigione di Sugamo.
Nel 1958, coloro che stavano ancora scontando le pene detentive durante i processi furono rilasciati sulla parola.

## Imputati
- Capitano Kaichi Hirate: consentì il maltrattamento e l'omicidio dei prigionieri di guerra alleati, fu giustiziato nel 1946.
- Tenente Generale Tasuku Okada: ordinò l'esecuzione sommaria di 38 prigionieri di guerra americani, fu giustiziato nel 1949.
- Il Maggiore Generale Yoshitaka Kawane e il Colonnello Kurataro Hirano: condannati per aver ordinato la marcia della morte di Bataan, furono giustiziati insieme nel 1949.
- Tenente Generale Takaji Wachi: fu condannato per aver trasportato illegalmente sia truppe che munizioni sulle navi della Croce Rossa nelle Filippine. Fu condannato a 6 anni di carcere e rilasciato sulla parola nel 1950. Morì nel 1978.
- Tenente Generale Masazumi Inada: fu condannato per complicità nell'insabbiamento della vivisezione e di altri esperimenti medici sui piloti alleati abbattuti, eseguiti presso l'Università Imperiale di Kyushu. Fu condannato a 7 anni di carcere e rilasciato nel 1951. Morì nel 1986.
- Tenente Generale Isamu Yokoyama: fu condannato per avere avuto la responsabilità diretta del comando della vivisezione e di altri esperimenti medici sui piloti alleati abbattuti, eseguiti presso l'Università Imperiale di Kyushu. Fu condannato a morte nel 1948 e successivamente graziato. Morì in prigione nel 1952.
- Tenente Generale Eitaro Uchiyama: condannato per la sua responsabilità nel comando delle esecuzioni dei piloti americani abbattuti tra aprile e agosto 1945. Fu condannato a 30 anni di lavori forzati e rilasciato sulla parola nel 1958. Morì nel 1973.